# セルゲイ・バブーリン
セルゲイ・ニコラエヴィチ・バブーリン（ロシア語: Серге́й Никола́евич Бабу́рин、ラテン文字転写の例：Sergey Nikolayevich Baburin、1959年1月31日 - ）は、ロシア連邦の政治家。国家院議員を務めている。「人民同盟」の指導者で、民族主義・愛国主義者として知られる。

## 経歴
1959年1月31日にカザフ共和国のセミパラチンスク（現在のカザフスタンのセメイ）に誕生する。バブーリン家はシベリア先住民の血統で、祖父のナウムはロシア内戦で白軍を支持し、ボリシェヴィキの権力掌握後に銃殺された。父のニコライ・ナウモヴィチはセミパラチンスクで教師を務め、母のヴァレンチナ・ニコラエヴナは外科医であった。レニングラード大学で法律を学び、オムスク大学法学部長を務める。アフガニスタン紛争に従軍し、数回勲章を受章している。1990年にロシア人民代議員に当選し、最高会議代議員にも選出される。
1991年12月のソビエト連邦の崩壊には反対する姿勢を取った。崩壊後の混乱の中で民族主義・愛国主義が台頭する中で全ロシア国民同盟を創設し、ゲンナジー・ジュガーノフら共産主義者と手を組んで野党連合の救国戦線 (ロシア)を設立して共同議長を務めた。同じ民族主義的な政治家としてウラジーミル・ジリノフスキーがいるが、バブーリンは奇矯なジリノフスキーよりも理性的な態度と口髭を蓄えた端正な風貌で知られ、1993年のモスクワ騒乱事件でも反エリツィン陣営として旗幟を鮮明にし、救国戦線はモスクワ騒乱事件後にエリツィン政権によってソ連崩壊後のロシアで初めて非合法化された団体となった。
バブーリンは左翼ナショナリズムの政治ブロック「祖国」（ロージナ）に所属し、議会では市民法、刑法、仲裁者・手続法委員会に所属している。2002年から2012年までロシア貿易経済大学学長を務めた。2007年ロシア下院選挙では1990年代の民営化の不正を糾弾し、400万ルーブルを補償する政策を主張した。
2017年12月22日に全ロシア人民同盟は、2018年ロシア連邦大統領選挙においてバブーリンを大統領候補として擁立することを決定した。12月24日にバブーリンは中央選挙管理委員会に関係書類を提出した。12月25日に中央選挙管理委員会は書類の不備を理由に登録を拒否したが、バブーリンは再度書類を提出して立候補者登録を完了した。2018年3月18日の投開票の結果、47万9013票・得票率0.65パーセントで候補者8人中最下位に終わった。
2024年3月に執行される大統領選挙に立候補を表明し、必要な署名も提出していたが、直後に選挙戦からの撤退を表明したた。